# Elk-Fertighaus
Die ELK Fertighaus GmbH ist ein europaweit tätiger Fertighaus-Hersteller mit Hauptsitz in Schrems, Niederösterreich.
Produziert und errichtet werden schwerpunktmäßig Fertighäuser für Privatkunden in Deutschland und Österreich. Für Firmenkunden erstellt das Unternehmen mehrgeschoßige Wohnbauten, Objektbauten, kommunale Bauten, Gewerbebauten, Motels und Hotels unter der Marke ELK TECH.

## Geschichte
Das Unternehmen geht auf ein 1959 von Johann Weichselbaum († 2020) gegründetes Export-Import-Unternehmen für Produktionsmaschinen und -einrichtungen zurück. 1970 wurden erstmals Blockhäuser aus Finnland importiert, wofür der Markenname ELK-Haus registriert und erste Musterhäuser aufgebaut wurden. Ab 1973 wurden auch Holzfertighäuser aus Norwegen importiert und ELK wurde als Generalunternehmer im Hausbau tätig. 1979 wurde die ELK-Fertighaus GmbH & Co KG in Schrems gegründet, das erste Werk errichtet und ab 1980 wurden die ersten selbst produzierten Häuser gebaut. 1989 eröffnete man am Firmensitz in Schrems auch ein Blockhauswerk.
1990 wurden die GmbH & Co. KG in eine nicht börsennotierte Aktiengesellschaft umfirmiert, die Familie Weichselbaum blieb vollständiger Eigentümer. Im gleichen Jahr wurden in Tschechien drei Werke für Fertighäuser, Fenster, Türen und verleimten Holzbalken errichtet, betrieben als Tochtergesellschaft unter österreichischer Führung.
Bereits 1992 erreichte ELK einen Marktanteil von 30 % in Österreich. Die internationale Ausrichtung wurde laufend fortgesetzt, zunächst durch Tochterfirmen in Deutschland und der Schweiz, später durch Partner sowie Lizenznehmer und schließlich 2002 mit der Mehrheits-Übernahme (89,62 %) der deutschen Bien-Zenker AG.
2009 übernahm Erich Weichselbaum mit seinen Vorstandskollegen Walter Fischl und Gerhard Schuller die ELK Fertighaus AG. Die dafür gegründete D.E.I.N. Haus Holding GmbH mit Geschäftsführerin Isabella Weichselbaum-Kiskanoglou erwarb 66 Prozent an der ELK Fertighaus AG.
2013 verkaufte ELK die Aktien-Anteile an der deutschen Bien-Zenker AG an die Münchner Adcuram Gruppe. Die österreichische Zenker-Hausbau GmbH wurde von der D.E.I.N. Haus Holding übernommen, agierte aber weiterhin operativ unabhängig. Im gleichen Jahr passte der ELK-Konzern seine Unternehmen an die Anforderungen einer modernen Gruppenorganisation an. Die ELK Fertighaus AG wurde zur ELK Fertighaus GmbH, die D.E.I.N. Haus Holding GmbH zur ELK Holding AG.
Der ELK-Konzern hat 2016 mit 1.102 Mitarbeitern 935 Häuser produziert. Die Betriebsleistung im Jahr 2016 betrug 170 Millionen Euro.
Im April 2015 wurde bekannt, dass das Unternehmen von seinen Mitarbeitern einen Lohnverzicht von drei bis vier Prozent bis Ende 2016 möchte. Damit soll das Geschäft in England und Deutschland ausgebaut werden. Bereits zwischen 2010 und 2014 wurde ein Mitarbeiterbeteiligungsmodell aufgelegt, die Arbeitnehmer zahlten sieben Prozent ihres Bruttolohnes ein. Die versprochene Rückzahlung der Beträge sei aber bis auf geringfügige Beträge ausgeblieben, das Modell wurde daher vom Betriebsrat wieder aufgekündigt.
Am 5. Juli 2016 wurde die Übernahme von Elk-Fertighaus durch die Gampen Fertighaus S.a.r.l. des österreichischen Unternehmers Matthias Calice bekannt, der bereits 2015 den Fertigteilhaushersteller Hanlo übernommen hat. Geschäftsführer bleibt Gerhard Schuller.
Seit 2018 fungieren Thomas Scheriau und Stefan Schneider als Geschäftsführer.

## Standorte
Zentrale und Standort des ersten Werks ist Schrems, Niederösterreich. Weitere Standorte, teilweise als Tochterfirmen oder von Lizenznehmern betrieben, befinden sich in Deutschland, der Schweiz, der tschechischen Republik und Italien.
Interessenten stehen ca. 50 ELK Musterhäuser zur Verfügung.

## Mitgliedschaften, Auszeichnungen und Zertifizierungen
ELK ist Mitglied im österreichischen Fertighausverband, im Europäischen Fertigbauverband und klima:aktiv-Partner. Unter anderem erhielt ELK das Gütezeichen Fertighaus sowie das Austria Gütezeichen. Im Jahr 1987 erhält das Unternehmen die Staatliche Auszeichnung und darf seither das Bundeswappen im Geschäftsverkehr verwenden.
2011 wird ELK bei einem landesweiten Wettbewerb in Tschechien in der Kategorie „Projekte“ für ein Bungalow-Passivhaus ausgezeichnet. Dieser Wettbewerb findet jährlich statt und wird vom Umweltministerium und Industrie-/Handelsministerium ausgeschrieben. 2012 errichtet ELK einen fünfgeschoßigen Wohnbau in London und wird dafür als erstes Fertighausunternehmen für den Niederösterreichischen Holzbaupreis nominiert. 2013 wird ELK von der österreichischen Wirtschaftskammer als „Nischenweltmeister im Export“ ausgezeichnet.

## Tochtergesellschaften und Geschäftsbereiche
Die ELK Fertighaus GmbH Österreich ist als Holdinggesellschaft für die strategische Führung des Konzerns verantwortlich und erwirtschaftet auch den Großteil des Umsatzes des Konzerns. Des Weiteren operativ tätig sind Tochterunternehmen mit unterschiedlichen Schwerpunkten und Aufgaben.
- ELK Fertighaus GmbH, Zweigniederlassung Deutschland
- ELK s.r.o., Tschechien (100 %)
- ELK Fertighaus AG, Schweiz (100 %)
- WindowStar s.r.o., Tschechien (96 %)

## Marken und Kooperationen
Für die verschiedenen Geschäftsfelder von ELK werden eigene Marken verwendet. Die wichtigsten sind:
- ELK BAU: Bauträger, errichtet in Kooperation mit ELK Fertighaus Reihenhäuser, Doppelhäuser und Einfamilienhäuser, welche dann mit Grund verkauft werden
- ELK Motel: Motel- und Hotelbau
- ZENKER – Einfamilienhäuser für gehobene Privatkunden
- HANLO – Einfamilienhäuser mit dem Schwerpunkt Energieeffizienz